# 真田ぽーりん
真田 ぽーりん（さなだ ぽーりん、10月19日 - ）は、日本の漫画家。神奈川県横須賀市出身。女性。
ペンネームの由来は高校時代にデパートにあったコンピューターペンネーム占いから出てきた「ポーリン」と当時好きだった『鎧伝サムライトルーパー』の真田遼より。学生時代は剣道やブラスバンド活動を行い、漫画家浪人時代は清掃職員として働き、その経験を漫画に反映させた。
『ヤングキングアワーズ』の新人賞を受賞し、『ヤングキングアワーズ増刊号』（少年画報社）掲載の「熱血爆裂吹奏楽部伝説」でデビュー。

## 作品リスト

### 連載終了作品
- ウチら陽気なシンデレラ（ヤングキングアワーズ、少年画報社、全4巻）
- ダマされて巫女（まんがタイムジャンボ、芳文社、既刊1巻）
- ドボガン天国（ヤングキングアワーズ、少年画報社、全3巻）
- なんちゃってアーティスト（まんがタイムジャンボ、芳文社、全1巻）
- 必殺白木矢高校剣道部（まんがライフMOMO、竹書房、全2巻）

### 出版
- 『はじめてのアクアリウム』（飛鳥新社、2013年11月1日発行）ISBN 978-4-8641-0288-9